# Come and Get Your Love
Come and Get Your Love è un singolo del gruppo musicale Redbone, pubblicato nel 1973.
Nel 2014 il brano acquisì una nuova popolarità quando comparve nel film Guardiani della Galassia, comparendo poi in altri due film del Marvel Cinematic Universe: Avengers: Endgame e Guardiani della Galassia Vol. 3 usciti rispettivamente nel 2019 e nel 2023.

## Tracce
Lato A
1. Come And Get Your Love – 3:25

Lato B
1. Day To Day Life – 3:04